# Гитіс Станкявічюс
Гитіс Станкявічюс (нар. 30 липня 1994) — литовський плавець. Учасник Чемпіонату світу з водних видів спорту 2017, де в попередніх запливах на дистанції 50 метрів на спині посів 35-те місце і не потрапив до півфіналу.